# Xã Vasa, Quận Goodhue, Minnesota
Xã Vasa (tiếng Anh: Vasa Township) là một xã thuộc quận Goodhue, tiểu bang Minnesota, Hoa Kỳ. Năm 2010, dân số của xã này là 910 người.